# جایزه بزرگ اتریش ۲۰۲۴
جایزه بزرگ اتریش ۲۰۲۴ (که به‌طور رسمی با نام Formula 1 Qatar Airways Austrian Grand Prix 2024 شناخته می‌شود) یک مسابقه موتوری فرمول یک است که در ۳۰ ژوئن ۲۰۲۴ در ردبول رینگ واقع در اشتایرمارک اتریش برگزار شد. این مسابقه یازدهمین دور از مسابقات فرمول یک فصل ۲۰۲۴ بود.

## زمینه
این رویداد که برای بیستمین بار در تاریخ پیست ردبول رینگ برگزار شد، در آخر هفته ۲۸ ژوئن تا ۳۰ ژوئن اجرا شد. این جایزه بزرگ یازدهمین دور مسابقات فرمول یک فصل ۲۰۲۴ و سی و هفتمین اجرای جایزه بزرگ اتریش بود. این سومین جایزه بزرگ از ۶ جایزه بزرگ‌های مسابقات فرمول یک فصل ۲۰۲۴ بود که از فرمت اسپرینت استفاده می‌کردند.

### ورودی‌ها
تیم‌ها تغییری از پیش تعیین شده به ورودی‌های مسابقه وارد نکردند.

### انتخاب لاستیک
پیرلی، شرکت سازندهٔ لاستیک‌های فرمول یک، لاستیک‌های سی۳، سی۴ و سی۵ (نرم‌ترین انتخاب لاستیک‌ها) را برای این جایزه بزرگ انتخاب کرد.

### جایگاه قهرمانی قبل از مسابقه
قبل از آخر هفته، ماکس فرستاپن از ردبول با ۲۱۹ امتیاز در جایگاه اول رده‌بندی رانندگان قرار داشت. لاندو نوریس از مک‌لارن و شارل لکلرک از فراری به‌ترتیب با ۱۳۱ و ۱۳۸ امتیاز دوم و سوم بودند.
در رده‌بنده سازندگان ردبول با ۳۳۰ امتیاز در جایگاه اول رده‌بندی سازندگان قرار داشت. فراری و مک‌لارن به‌ترتیب با ۲۷۰ و ۲۳۷ امتیاز دوم و سوم بودند.

## تمرین
تنها تمرین آزاد این رویداد در ۲۸ ژوئن ۲۰۲۴، ساعت ۱۲:۳۰ به‌وقت محلی (یوتی‌سی ۲:۰۰+) برگزار شد که با ماکس فرستاپن از ردبول در مقام اول و اسکار پیاستری از مک‌لارن و شارل لکلرک از فراری در مقام‌های دوم و سوم به پایان رسید.

## تعیین‌خط اسپرینت
تعیین‌خط اسپرینت در روز ۲۸ ژوئن ۲۰۲۴، ساعت ۱۶:۳۰ به‌وقت محلی (یوتی‌سی ۲:۰۰+) برگزار شد و رده شروع رانندگان برای مسابقه اسپرینت را تعیین کرد.

### قرارگیری در تعیین خط اسپرینت
| ر.                  | ش. | راننده              | تیم                | زمان‌های تعیین خط | زمان‌های تعیین خط | زمان‌های تعیین خط | رده نهایی |
| ر.                  | ش. | راننده              | تیم                | م۱               | م۲               | م۳               | رده نهایی |
| ------------------- | -- | ------------------- | ------------------ | ---------------- | ---------------- | ---------------- | --------- |
| ۱                   | ۱  | ماکس فرستاپن        | ردبول ریسینگ-هوندا | ۱:۰۵٫۶۹۰         | ۱:۰۵٫۱۸۶         | ۱:۰۴٫۶۸۶         | ۱         |
| ۲                   | ۴  | لاندو نوریس         | مک‌لارن-مرسدس       | ۱:۰۵٫۷۸۶         | ۱:۰۵٫۵۶۱         | ۱:۰۴٫۷۷۹         | ۲         |
| ۳                   | ۸۱ | اسکار پیاستری       | مک‌لارن-مرسدس       | ۱:۰۶٫۰۸۱         | ۱:۰۵٫۳۷۹         | ۱:۰۴٫۹۸۷         | ۳         |
| ۴                   | ۶۳ | جورج راسل           | مرسدس              | ۱:۰۵٫۷۶۴         | ۱:۰۵٫۳۲۵         | ۱:۰۵٫۰۵۴         | ۴         |
| ۵                   | ۵۵ | کارلوس ساینز جونیور | فراری              | ۱:۰۵٫۷۸۱         | ۱:۰۵٫۴۳۵         | ۱:۰۵٫۱۲۶         | ۵         |
| ۶                   | ۴۴ | لوییس همیلتون       | مرسدس              | ۱:۰۶٫۵۰۴         | ۱:۰۵٫۵۳۹         | ۱:۰۵٫۲۷۰         | ۶         |
| ۷                   | ۱۱ | سرجیو پرز           | ردبول ریسینگ-هوندا | ۱:۰۶٫۲۵۶         | ۱:۰۵٫۶۱۲         | ۱:۰۶٫۰۰۸         | ۷         |
| ۸                   | ۳۱ | استابان اوکون       | آلپین-رنو          | ۱:۰۶٫۳۴۳         | ۱:۰۵٫۶۸۶         | ۱:۰۶٫۱۰۱         | ۸         |
| ۹                   | ۱۰ | پیر گاسلی           | آلپین-رنو          | ۱:۰۶٫۴۶۵         | ۱:۰۵٫۷۵۷         | ۱:۰۶٫۶۲۴         | ۹         |
| ۱۰                  | ۱۶ | شارل لکلرک          | فراری              | ۱:۰۶٫۱۴۹         | ۱:۰۵٫۵۲۶         | بدون زمان        | ۱۰        |
| ۱۱                  | ۲۰ | کوین مگنوسن         | هاس-فراری          | ۱:۰۶٫۳۸۷         | ۱:۰۵٫۸۰۶         | —                | ۱۱        |
| ۱۲                  | ۱۸ | لانس استرول         | استون مارتین-مرسدس | ۱:۰۶٫۰۳۷         | ۱:۰۵٫۸۴۷         | —                | ۱۲        |
| ۱۳                  | ۱۴ | فرناندو آلونسو      | استون مارتین-مرسدس | ۱:۰۶٫۴۸۷         | ۱:۰۵٫۸۷۸         | —                | ۱۳        |
| ۱۴                  | ۲۲ | یوکی سونودا         | آربی-هوندا         | ۱:۰۶٫۵۵۷         | ۱:۰۵٫۹۶۰         | —                | ۱۴        |
| ۱۵                  | ۲  | لوگان سارجنت        | ویلیامز-مرسدس      | ۱:۰۶٫۵۱۸         | بدون زمان        | —                | ۱۵        |
| ۱۶                  | ۳  | دنیل ریکاردو        | آربی-هوندا         | ۱:۰۶٫۵۸۱         | —                | —                | ۱۶        |
| ۱۷                  | ۲۷ | نیکو هولکنبرگ       | هاس-فراری          | ۱:۰۶٫۵۸۳         | —                | —                | ۱۷        |
| ۱۸                  | ۷۷ | والتری بوتاس        | کیک سائوبر-فراری   | ۱:۰۶٫۷۲۵         | —                | —                | ۱۸        |
| ۱۹                  | ۲۳ | الکساندر آلبون      | ویلیامز-مرسدس      | ۱:۰۶٫۷۵۴         | —                | —                | پ. ل      |
| ۲۰                  | ۲۴ | گوانیو ژو           | کیک سائوبر-فراری   | ۱:۰۷٫۱۹۷         | —                | —                | ۲۰        |
| زمان ۱۰۷٪: ۱:۱۰٬۲۸۸ |    |                     |                    |                  |                  |                  |           |
| منابع:              |    |                     |                    |                  |                  |                  |           |

## اسپرینت
اسپرینت در روز ۲۹ ژوئن ۲۰۲۴، ساعت ۱۲:۰۰ به‌وقت محلی (یوتی‌سی ۲:۰۰+) برگزار شد و به‌دلیل یک شروع لغو شده یک دور کمتر از ۲۴ دور برنامه‌ریزی شده طول کشید.

### قرارگیری در اسپرینت
| ر.                                                          | ش. | راننده              | تیم                | دور. | زمان      | شروع | امتیاز |
| ----------------------------------------------------------- | -- | ------------------- | ------------------ | ---- | --------- | ---- | ------ |
| ۱                                                           | ۱  | ماکس فرستاپن        | ردبول ریسینگ-هوندا | ۲۳   | ۲۶:۴۱٫۳۸۹ | ۱    | ۸      |
| ۲                                                           | ۸۱ | اسکار پیاستری       | مک‌لارن-مرسدس       | ۲۳   | +۴٫۶۱۶    | ۳    | ۷      |
| ۳                                                           | ۴  | لاندو نوریس         | مک‌لارن-مرسدس       | ۲۳   | +۵٫۳۴۸    | ۲    | ۶      |
| ۴                                                           | ۶۳ | جورج راسل           | مرسدس              | ۲۳   | +۸٫۳۵۴    | ۴    | ۵      |
| ۵                                                           | ۵۵ | کارلوس ساینز جونیور | فراری              | ۲۳   | +۹٫۹۸۹    | ۵    | ۴      |
| ۶                                                           | ۴۴ | لوییس همیلتون       | مرسدس              | ۲۳   | +۱۱٫۲۰۷   | ۶    | ۳      |
| ۷                                                           | ۱۶ | شارل لکلرک          | فراری              | ۲۳   | +۱۳٫۴۲۴   | ۱۰   | ۲      |
| ۸                                                           | ۱۱ | سرجیو پرز           | ردبول ریسینگ-هوندا | ۲۳   | +۱۷٫۴۰۹   | ۷    | ۱      |
| ۹                                                           | ۲۰ | کوین مگنوسن         | هاس-فراری          | ۲۳   | +۲۴٫۰۶۷   | ۱۱   |        |
| ۱۰                                                          | ۱۸ | لانس استرول         | استون مارتین-مرسدس | ۲۳   | +۳۰٫۱۷۵   | ۱۲   |        |
| ۱۱                                                          | ۳۱ | استابان اوکون       | آلپین-رنو          | ۲۳   | +۳۰٫۸۳۹   | ۸    |        |
| ۱۲                                                          | ۱۰ | پیر گاسلی           | آلپین-رنو          | ۲۳   | +۳۱٫۳۰۸   | ۹    |        |
| ۱۳                                                          | ۲۲ | یوکی سونودا         | آربی-هوندا         | ۲۳   | +۳۵٫۴۵۲   | ۱۴   |        |
| ۱۴                                                          | ۳  | دنیل ریکاردو        | آربی-هوندا         | ۲۳   | +۳۹٫۳۹۷   | ۱۶   |        |
| ۱۵                                                          | ۱۴ | فرناندو آلونسو      | استون مارتین-مرسدس | ۲۳   | +۴۳٫۱۵۵   | ۱۳   |        |
| ۱۶                                                          | ۲  | لوگان سارجنت        | ویلیامز-مرسدس      | ۲۳   | +۴۴٫۰۷۶   | ۱۵   |        |
| ۱۷                                                          | ۲۳ | الکساندر آلبون      | ویلیامز-مرسدس      | ۲۳   | +۴۴٫۶۷۳   | پ. ل |        |
| ۱۸                                                          | ۷۷ | والتری بوتاس        | کیک سائوبر-فراری   | ۲۳   | +۴۶٫۵۱۱   | ۱۸   |        |
| ۱۹                                                          | ۲۷ | نیکو هولکنبرگ       | هاس-فراری          | ۲۳   | +۴۸٬۴۲۳   | ۱۷   |        |
| ۲۰                                                          | ۲۴ | گوانیو ژو           | کیک سائوبر-فراری   | ۲۳   | +۵۳٫۱۴۳   | ۱۹   |        |
| سریع‌ترین دور: لاندو نوریس (مک‌لارن-مرسدس) – ۱:۰۸٬۹۳۵ (دور ۲) |    |                     |                    |      |           |      |        |
| منابع:                                                      |    |                     |                    |      |           |      |        |

## تعیین‌خط
تعیین‌خط در روز ۲۹ ژوئن ۲۰۲۴، ساعت ۱۶:۰۰ به‌وقت محلی (یوتی‌سی ۲:۰۰+) برگزار شد و رده شروع رانندگان برای مسابقه اصلی را تعیین کرد.

### قرارگیری در تعیین‌خط
| ر.                  | ش. | راننده              | تیم                | زمان‌های تعیین خط | زمان‌های تعیین خط | زمان‌های تعیین خط | رده نهایی |
| ر.                  | ش. | راننده              | تیم                | م۱               | م۲               | م۳               | رده نهایی |
| ------------------- | -- | ------------------- | ------------------ | ---------------- | ---------------- | ---------------- | --------- |
| ۱                   | ۱  | ماکس فرستاپن        | ردبول ریسینگ-هوندا | ۱:۰۵٫۳۳۶         | ۱:۰۴٫۴۶۹         | ۱:۰۴٫۳۱۴         | ۱         |
| ۲                   | ۴  | لاندو نوریس         | مک‌لارن-مرسدس       | ۱:۰۵٫۴۵۰         | ۱:۰۵٫۱۰۳         | ۱:۰۴٫۷۱۸         | ۲         |
| ۳                   | ۶۳ | جورج راسل           | مرسدس              | ۱:۰۵٫۵۸۵         | ۱:۰۵٫۰۱۶         | ۱:۰۴٫۸۴۰         | ۳         |
| ۴                   | ۵۵ | کارلوس ساینز جونیور | فراری              | ۱:۰۵٫۲۶۳         | ۱:۰۵٫۰۱۶         | ۱:۰۴٫۸۵۱         | ۴         |
| ۵                   | ۴۴ | لوییس همیلتون       | مرسدس              | ۱:۰۵٫۵۴۱         | ۱:۰۵٫۰۵۳         | ۱:۰۴٫۹۰۳         | ۵         |
| ۶                   | ۱۶ | شارل لکلرک          | فراری              | ۱:۰۵٫۵۰۹         | ۱:۰۵٫۱۰۴         | ۱:۰۵٫۰۴۴         | ۶         |
| ۷                   | ۸۱ | اسکار پیاستری       | مک‌لارن-مرسدس       | ۱:۰۵٫۳۱۱         | ۱:۰۵٫۰۷۰         | ۱:۰۵٫۰۴۸         | ۷         |
| ۸                   | ۱۱ | سرجیو پرز           | ردبول ریسینگ-هوندا | ۱:۰۵٫۵۸۷         | ۱:۰۵٫۱۴۴         | ۱:۰۵٫۲۰۲         | ۸         |
| ۹                   | ۲۷ | نیکو هولکنبرگ       | هاس-فراری          | ۱:۰۵٫۵۹۶         | ۱:۰۵٫۲۶۲         | ۱:۰۵٫۳۸۵         | ۹         |
| ۱۰                  | ۳۱ | استابان اوکون       | آلپین-رنو          | ۱:۰۵٫۵۷۴         | ۱:۰۵٫۲۷۴         | ۱:۰۵٫۸۸۳         | ۱۰        |
| ۱۱                  | ۳  | دنیل ریکاردو        | آربی-هوندا         | ۱:۰۵٫۵۶۹         | ۱:۰۵٫۲۸۹         | —                | ۱۱        |
| ۱۲                  | ۲۰ | کوین مگنوسن         | هاس-فراری          | ۱:۰۵٫۵۰۸         | ۱:۰۵٫۳۴۷         | —                | ۱۲        |
| ۱۳                  | ۱۰ | پیر گاسلی           | آلپین-رنو          | ۱:۰۵٫۵۹۸         | ۱:۰۵٫۳۵۹         | —                | ۱۳        |
| ۱۴                  | ۲۲ | یوکی سونودا         | آربی-هوندا         | ۱:۰۵٫۵۶۳         | ۱:۰۵٫۴۱۲         | —                | ۱۴        |
| ۱۵                  | ۱۴ | فرناندو آلونسو      | استون مارتین-مرسدس | ۱:۰۵٫۶۵۶         | ۱:۰۵٫۶۳۹         | —                | ۱۵        |
| ۱۶                  | ۲۳ | الکساندر آلبون      | ویلیامز-مرسدس      | ۱:۰۵٫۷۳۶         | —                | —                | ۱۶        |
| ۱۷                  | ۱۸ | لانس استرول         | استون مارتین-مرسدس | ۱:۰۵٫۸۱۹         | —                | —                | ۱۷        |
| ۱۸                  | ۷۷ | والتری بوتاس        | کیک سائوبر-فراری   | ۱:۰۵٫۸۴۷         | —                | —                | ۱۸        |
| ۱۹                  | ۲  | لوگان سارجنت        | ویلیامز-مرسدس      | ۱:۰۵٫۸۵۶         | —                | —                | ۱۹        |
| ۲۰                  | ۲۴ | گوانیو ژو           | کیک سائوبر-فراری   | ۱:۰۶٫۰۶۱         | —                | —                | ۲۰        |
| زمان ۱۰۷٪: ۱:۰۹٬۸۳۱ |    |                     |                    |                  |                  |                  |           |
| منابع:              |    |                     |                    |                  |                  |                  |           |

## مسابقه
مسابقه در روز ۳۰ ژوئن ۲۰۲۴، ساعت ۱۵:۰۰ به‌وقت محلی (یوتی‌سی ۲:۰۰+) برگزار شد و برای طبق برنامه‌ریزی برای ۷۱ دور طول کشید.

### قرارگیری در مسابقه
| ر.                                                                    | ش. | راننده              | تیم                | دور. | زمان            | شروع | امتیاز |
| --------------------------------------------------------------------- | -- | ------------------- | ------------------ | ---- | --------------- | ---- | ------ |
| ۱                                                                     | ۶۳ | جورج راسل           | مرسدس              | ۷۱   | ۱:۲۴:۲۲٫۷۹۸     | 3    | ۲۵     |
| ۲                                                                     | ۸۱ | اسکار پیاستری       | مک‌لارن-مرسدس       | ۷۱   | +۱٫۹۰۶          | 7    | ۱۸     |
| ۳                                                                     | ۵۵ | کارلوس ساینز جونیور | فراری              | ۷۱   | +۴٫۵۳۳          | 4    | ۱۵     |
| ۴                                                                     | ۴۴ | لوییس همیلتون       | مرسدس              | ۷۱   | +۲۳٫۱۴۲         | 5    | ۱۲     |
| ۵                                                                     | ۱  | ماکس فرستاپن        | ردبول ریسینگ-هوندا | ۷۱   | +۳۷٫۲۵۳۱        | 1    | ۱۰     |
| ۶                                                                     | ۲۷ | نیکو هولکنبرگ       | هاس-فراری          | ۷۱   | +۵۴٫۰۸۸         | 9    | ۸      |
| ۷                                                                     | ۱۱ | سرجیو پرز           | ردبول ریسینگ-هوندا | ۷۱   | +۵۴٫۶۷۲         | 8    | ۶      |
| ۸                                                                     | ۲۰ | کوین مگنوسن         | هاس-فراری          | ۷۱   | +۱:۰۰٫۳۵۵       | 12   | ۴      |
| ۹                                                                     | ۳  | دنیل ریکاردو        | آربی-هوندا         | ۷۱   | +۱:۰۱٫۱۶۹       | 11   | ۲      |
| ۱۰                                                                    | ۱۰ | پیر گاسلی           | آلپین-رنو          | ۷۱   | +۱:۰۱٫۷۶۶       | 13   | ۱      |
| ۱۱                                                                    | ۱۶ | شارل لکلرک          | فراری              | ۷۱   | +۱:۰۷٫۰۵۶       | 6    |        |
| ۱۲                                                                    | ۳۱ | استابان اوکون       | آلپین-رنو          | ۷۱   | +۱:۰۸٫۳۲۵       | 10   |        |
| ۱۳                                                                    | ۱۸ | لانس استرول         | استون مارتین-مرسدس | ۷۰   | +۱ دور          | 17   |        |
| ۱۴                                                                    | ۲۲ | یوکی سونودا         | آربی-هوندا         | ۷۰   | +۱ دور          | 14   |        |
| ۱۵                                                                    | ۲۳ | الکساندر آلبون      | ویلیامز-مرسدس      | ۷۰   | +۱ دور۲         | 16   |        |
| ۱۶                                                                    | ۷۷ | والتری بوتاس        | کیک سائوبر-فراری   | ۷۰   | +۱ دور          | 18   |        |
| ۱۷                                                                    | ۲۴ | گوانیو ژو           | کیک سائوبر-فراری   | ۷۰   | +۱ دور          | پ. ل |        |
| ۱۸                                                                    | ۱۴ | فرناندو آلونسو      | استون مارتین-مرسدس | ۷۰   | +۱ دور          | 15   |        |
| ۱۹                                                                    | ۲  | لوگان سارجنت        | ویلیامز-مرسدس      | ۶۹   | +۲ دور          | 19   |        |
| ۲۰۳                                                                   | ۴  | لاندو نوریس         | مک‌لارن-مرسدس       | ۶۴   | صدمه از برخورد۳ | 2    |        |
| سریع‌ترین دور: فرناندو آلونسو (استون مارتین-مرسدس) – ۱:۰۷٫۶۹۴ (دور ۷۰) |    |                     |                    |      |                 |      |        |
| منابع:                                                                |    |                     |                    |      |                 |      |        |

نکات
- ^  – ماکس فرستاپن برای برخورد با لاندو نوریس ۱۰ ثانیه جریمه گرفت که تغییری به رده اصلیش نداشت.[۲۰]
- ^  – الکساندر آلبون مسابقه‌را چهاردهم تمام کرد، ولی به‌دلیل گذشتن از روی خط پیت‌لاین ۵ ثانیه جریمه شد.[۲۰]
- ^  – لاندو نوریس مسابقه را تمام نکرد، ولی چون در ۸۰٪ آن شرکت کرده بود، رده‌بنده شد. او همچنین ۵ ثانیه جریمه شد که تغییری به رده پایانی‌اش به‌وجود نیاورد.[۲۰]

## جایگاه قهرمانی بعد از مسابقه
| ر     | نام          | امتیاز | امتیاز |
| ----- | ------------ | ------ | ------ |
| ۱     | ماکس فرستاپن | ۲۳۷    |        |
| ۲     | لاندو نوریس  | ۱۵۶    |        |
| ۳     | شارل لکلرک   | ۱۵۰    |        |
| منبع: |              |        |        |

| ر     | نام    | امتیاز | امتیاز |
| ----- | ------ | ------ | ------ |
| ۱     | ردبول  | ۳۵۵    |        |
| ۲     | فراری  | ۲۹۱    |        |
| ۳     | مک‌لارن | ۲۰۲    |        |
| منبع: |        |        |        |

## مقالات مرتبط
| مسابقهٔ قبلی: جایزه بزرگ اسپانیا ۲۰۲۴ | مسابقات قهرمانی جهان فرمول یک فصل ۲۰۲۴ | مسابقهٔ بعدی: جایزه بزرگ بریتانیا ۲۰۲۴ |
| مسابقهٔ قبلی: جایزه بزرگ اتریش ۲۰۲۳   | جایزه بزرگ اتریش                       | مسابقهٔ بعدی: جایزه بزرگ اتریش ۲۰۲۵    |